# Ludwig Quessel

Ludwig Quessel

Ludwig Quessel (* 1. Juli 1872 in Königsberg i. Pr.; † 14. Februar 1931 in Darmstadt) war ein deutscher Journalist, Publizist und Sozialdemokrat.

## Leben
Quessels Vater war ein ungelernter Arbeiter. Er selbst machte nach der Volksschule zunächst eine Lehre als Uhrmachergehilfe. Seine folgende Bildungsentwicklung ist unklar. Er nahm 1898 ein Studium auf und wurde 1903 an der Universität Zürich zum Doktor der Staatswissenschaften promoviert. Seither arbeitete er als Mitarbeiter sozialdemokratischer und bürgerlicher Zeitungen und Zeitschriften. 1907 wurde er Redakteur des SPD-Organs Hessischer Volksfreund und ständiger Mitarbeiter der Sozialistischen Monatshefte. Dabei war er für die Außenpolitik verantwortlich. Daneben arbeitete er für Zeitungen in Königsberg, Danzig, Offenbach am Main, Stettin und Darmstadt. Er verfasste zahlreiche Aufsätze und Schriften zu politischen Fragen und zur Volks- und Sozialwissenschaft. In Königsberg gründete er den Leseclub Kant. Seit 1890 Mitglied der SPD, wurde er 1912 in den Reichstag (Deutsches Kaiserreich) gewählt. Er saß 1919/20 in der Weimarer Nationalversammlung und dann bis 1930 im Reichstag (Weimarer Republik). Er starb mit 58 Jahren.

## Werke
- Der Anspruch des Judentums auf national-kulturelle Wirksamkeit. In: Neue Jüdische Monatshefte, Jg. 1, Heft 2, 25. Oktober 1916, S. 29–34.
- Der moderne Sozialismus. Ullstein 1919.
- Die Philosophie des Gebärstreiks, in: Sozialistische Monatshefte, 25 (1913), S. 1609–1616.